# Breguet 27
Le Breguet 27, appelé également Breguet 270, est un avion de reconnaissance et de bombardement léger français des années 1930. Il fut retiré du service au début de la Seconde Guerre mondiale.

## Historique

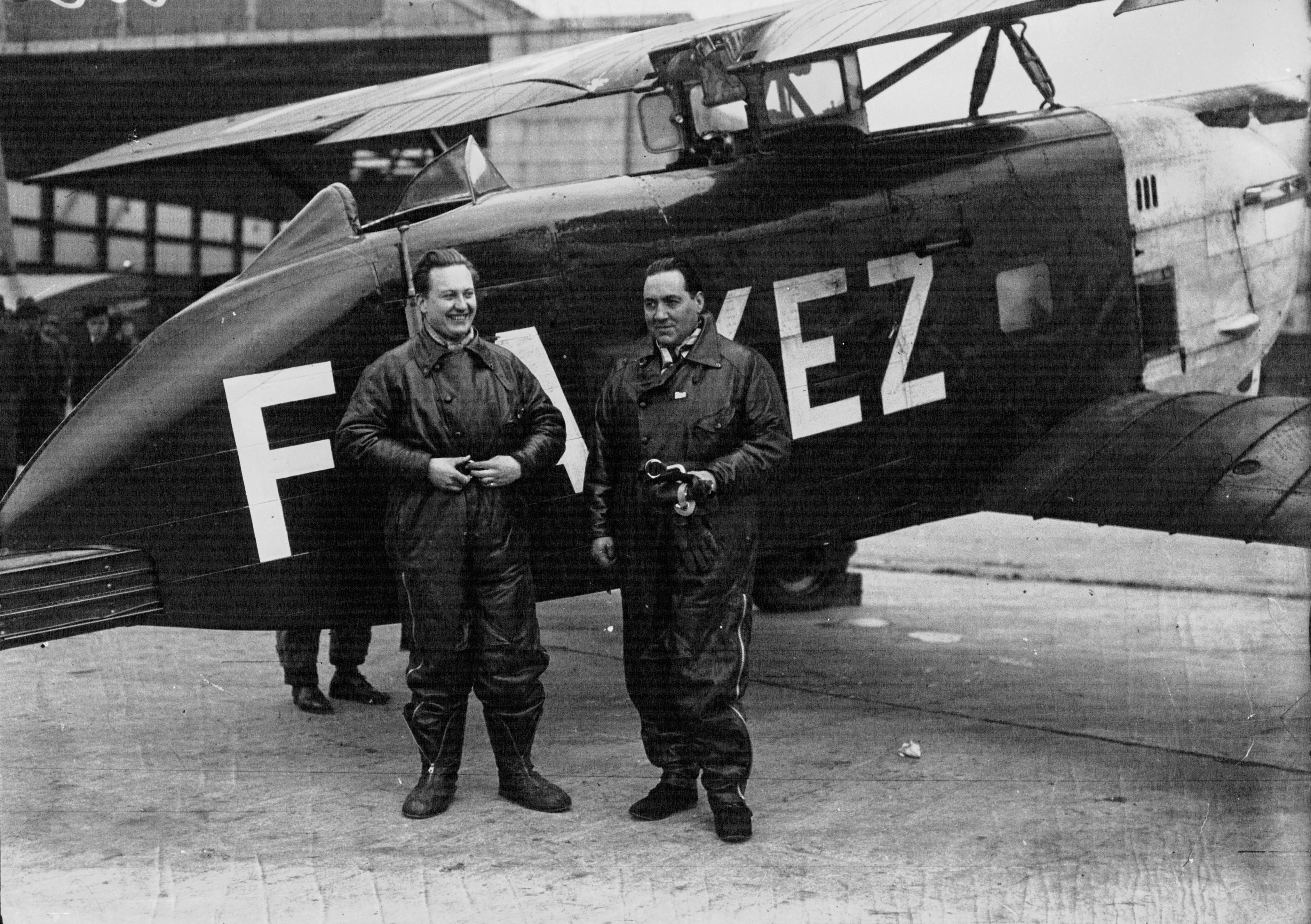
Paul Codos et Henri Robida devant le Breguet 330 ayant réalisé le vol Paris Hanoï.

Il est construit, à la suite d'une demande officielle de 1928 pour un avion d'observation biplace, par une équipe dirigé par Marcel Vuillerme incluant René Dorand, René Leduc et Paul Deville.
Son premier vol a lieu en 1929 et il entre en service actif à partir de 1930. Plusieurs avions modifiés battront des records de distance.
Les 2 prototypes Breguet 330 sont utilisés pour des vols de longue distance. Le premier avion a volé de Paris à Hanoï en janvier 1932, piloté par Paul Codos et Henri Robida en 7 jours, 9 heures et 50 minutes, et avec un vol retour en 3 jours 4 heures et 17 minutes. 
Le second avion (nommé Joé III) a volé, piloté par Maryse Hilsz pour un tour d'Asie, visitant Calcutta, Saigon, Hanoï, et Tokyo avant de retourner à Paris via Saigon, couvrant environ 35 000 kilomètres. Maryse Hilsz a aussi gagné la Coupe Hélène Boucher de 1936 en volant sur un Breguet 27 à la vitesse moyenne de 277 km/h.
L’armée de l'air française a commandé 85 Breguet 270 en 1930. En 1932, 45 Breguet 271, avec un moteur plus puissant de 650 ch et une charge d'emport plus lourde ont été commandés. Les anciens Breguet 270 ont été modifiés pour le transport de personnalités. 
Trois groupes aériens d'observation de l’armée de l'air française sont encore équipés de ces avions au déclenchement de la Seconde Guerre mondiale en septembre 1939. Largement surclassé par les chasseurs allemands, il est rapidement retiré du front après avoir subi plusieurs pertes[réf. nécessaire].

## Description
Sesquiplan de construction entièrement métallique, en acier et en duralumin notamment. Fuselage en fonte-caisson assurant un champ de tir dégagé. Atterrisseur constitué par deux fourches coulissant dans un tube d'acier avec amortisseur oléopneumatique. Équipement pour TSF, photo et vol de nuit.

## Variantes
Breguet 27S
Un seul Bre.27S a été construit, modifié à partir du Bre.330 No.2, alimenté par un moteur Hispano-Suiza 12Nb.
Bre.270
10 prototypes construits et la version de production initiale (143 construits) alimentée par un moteur Hispano-Suiza 12Hb.
Bre.271
Version propulsée par un moteur Hispano-Suiza 12Y, 45 construits .
Bre.272
Version propulsée par un moteur Gnome et Rhône 9Kdrs, 2 construits .
Bre.272 TOE (Théâtres d'opérations extérieurs)
Version optimisée pour des conditions coloniales difficiles avec un moteur en étoile Renault 9Fas, 1 construit.
Bre.273
Variante de bombardement-reconnaissance pour l'exportation, propulsée par un moteur Hispano-Suiza 12Ybrs, 13 construits et un converti à partir d'un Bre 270. 10 autres ont été construits pour la Chine propulsé par un moteur Hispano-Suiza 12Ydrs, avec trois également modifié avec un moteur Hispano-Suiza 12Ybrs suralimenté.
Bre.274
Version propulsée par un moteur Gnome et Rhône 14Kdrs, piloté par Maryse Hilsz en 1936, 1 construit.
Bre.330
Version haute-altitude du Breguet 27 avec un moteur Hispano-Suiza 12Nb, dont un plus tard redésigné Bre.27S, 2 construits.
Bre.330.01
Deuxième prototype Bre.330 optimisé pour vol de longue durée.

## Armement
- Une mitrailleuse Vickers de capot, avec 250 cartouches.
- Deux mitrailleuses Lewis jumelées sur tourelle arrière avec 10 supports pour chargeurs de 97 cartouches.
- Un lance-bombes pour 12 bombes de 10 kg.
- Deux lance-bombes Michelin pour bombes éclairantes.
- Pour les missions de bombardement, deux lance-bombes G.P.U. pour une bombe de 100 ou 200 kg peuvent être montés.

## Opérateurs
Brésil
- Force aérienne brésilienne, reçoit un petit nombre de Bre.270.

 République de Chine
- Force aérienne de la république de Chine, reçoit 6 Bre.273.

 France
- Armée de l'air, reçoit 85 Bre.270 designé Bre.270 A.2 et 45 Bre.271 designé Bre.271 A.2.

 Venezuela
- Forces aériennes du Venezuela, reçoit 3 Bre.270 et 15 Bre.273.

## Survivants
Le seul exemplaire à avoir survécu est un Breguet 273 des Forces aériennes du Venezuela, conservé au Musée Aéronautique de Maracay (en), quoique en très mauvais état. Sa restauration est envisagée.

## Source
- Robert Gruss, Les Flottes de combat 1938